# 스크레 뒤 루아
스크레 뒤 루아(프랑스어: Secret du Roi)는 프랑스 부르봉 왕조의 국왕 루이 15세의 통치하에 활동했던 비밀 기관이다. 스크레 뒤 루아(Secret du Roi)는 프랑스어로 ‘왕의 비밀’이라는 뜻이다.

## 개요
루이 15세에 의해 창설된 비밀 외교 기관으로 정보 수집을 담당하는 기관이었다. 샤를 프랑수아 드 브로이 백작, 이어 장 피에르 테르시에에 의해 주도 되었고, 활동했던 첩보원으로는 이후 철학자로서 활약하는 볼테르, ‘피가로의 결혼’ 등을 집필한 피에르 보마르셰, 여장의 검사로 알려진 슈발리에 데옹, 미국 독립 전쟁 때 외무 장관을 지낸 벨 젠느 외에도 부트레이유, 샤를 테브노 모란드, 루이 드 노아이유 등이 있었으며, 헌신적인 활약을 보였다. 스크레 뒤 루아는 유럽에 넓은 첩보망을 구축하고 정보를 수집했다.

## 역사
부르봉 왕조에서 정보 조직의 탄생은 루이 13세의 통치로 거슬러 올라간다. 재상 리슐리외 추기경의 부하 요셉 신부는 국내외에서 많은 요원을 잘 이용하고 있었다. 리슐리외는 왕권을 정보 지원에 이용하여 30년 전쟁에 적극적으로 참여함으로써 대외적인 우위를 지켰다. 그의 아들 루이 14세 시대에는 정보활동의 초점은 외교보다 내정에 무게를 두고 있었다. 그럼에도 불구하고, 로시뇰 신부는 암호 해독 활동을 발전시켰고, 해외에서의 권익과 상업적 이익을 보호하기 위해 해상에서의 정보활동도 활발하게 이루어졌다. 1711년에는 칠레와 페루의 항구까지 스파이를 배치했다. 이 시대는 국가 단위의 통일된 정보기관은 존재하지 않았고, 각 왕이 사적으로 정보 조직을 운영하고 있었다.
이런 가운데 새로 즉위한 루이 15세는 루이 14세의 영향에서 벗어나 자신의 정책을 수행하기 위해 자신의 정보 조직을 설치할 필요성을 절감하고 있었다. 그래서 루이 15세는 전국 우편을 몰래 읽는 ‘카비네 누아’(Cavinet noir, ‘검은 방’이라는 뜻)를 설치했다.
스크레 뒤 루아 설립의 계기는 폴란드를 둘러싼 러시아-프랑스의 대립이었다. 이 시기 러시아 제국과 프랑스는 각각 자국에서 폴란드 왕을 옹립하려 했기 때문에 양국 관계는 악화되었다.

## 참고 문헌
1. ↑  Scott, Hamish; Simms, Brendan (2007). 《Cultures of Power in Europe During the Long Eighteenth Century》. 뉴욕: 캠브리지 대학교 출판부. 307–308쪽. ISBN 978-0-521-84227-3.

- Scott, Hamish; Simms, Brendan (2007). 《Cultures of Power in Europe During the Long Eighteenth Century》. New York: Cambridge University Press. 307–308쪽. ISBN 978-0-521-84227-3.
- Claude Faure. Aux services de la République : Du BCRA à la DGSE, Paris, Fayard, 2004, ISBN 9782213615936.
- Warlin, Jean-Fred, J.-P. Tercier, l'éminence grise de Louis XV. Paris: L'Harmattan, 2014 ISBN 978-2-336-30568-4.